# Saturnina Jassà i Fontcuberta
Saturnina Jassà i Fontcuberta, també coneguda com a Saturnina del Cor Agonitzant de Jesús, (Calaceit, 3 de març de 1851 - Tortosa, 13 d'octubre de 1936) fou una monja franjolina, cofundadora de la Companyia de Santa Teresa de Jesús, juntament amb Enric d'Ossó i les altres germanes de la primera comunitat.

## Biografia
Jassà va néixer l'any 1851 a Calaceit (el Matarranya, però a la diòcesi de Tortosa). Molt religiosa, el 1874 va fer-se membre de l'Arxiconfraria de Santa Teresa i va conèixer el pare Enric d'Ossó. El 4 de maig de 1877 va ingressar en la congregació que aquest havia fundat, la Companyia de Santa Teresa de Jesús.
En 1877 representa la congregació en el pelegrinatge teresià a Àvila i Alba de Tormes i treu el títol de mestre d'educació elemental, i en 1878 el de mestre superior. Encara amb els vots temporals, el 12 d'octubre del 1879 és elegida superiora i mestra interina de les novícies de Tortosa. En 1882, totes les germanes fan la professió perpètua i és elegida superiora general de la congregació, essent-ne la primera. Pren llavors el nom de religió de Saturnina del Cor Agonitzant de Jesús.
En 1889 marxà a Mèxic, on funda cases de la congregació: és professora a Puebla i en 1893 superiora a Chilapa. En 1898 i fins al 1900, forma part de la Congregació de les Religioses de la Creu, llavors fundada, per ajudar-les en els inicis: n'és superiora i després germana. En 1900 es reintegra a les Teresianes i és elegida superiora de la casa de València, tornant llavors a Espanya.
En 1904 és nomenada provincial de la Província del Sagrat Cor i en 1906, a més, superiora de Ciudad Rodrigo. El capítol general de 1908 l'elegeix superiora general. Fa portar les restes mortals del fundador al noviciat de Tortosa i transforma la revista Santa Teresa de Jesús en Jesús Maestro, amb el primer número de març de 1912. Viu també les persecucions religioses de Portugal i Mèxic, amb l'expulsió de les germanes d'ambdòs països.
El capítol de 1920 la nomena consultora general, i el següent li permet retirar-se al noviciat de Jesús de Tortosa, amb el càrrec de consultora honorífica. El juliol de 1936 esclata la Guerra civil espanyola i hi ha persecucions. Ella mor de mort natual al noviciat, confiscat pel govern, el 13 d'octubre del mateix anys.
La seva tasca va consolidar i difondre la congregació, com es reflecteix als escrits dels seus generalats i a la Memoria histórica de la Compañía de 1901.

## Veneració
La diòcesi de Tortosa va incoar el seu procés de beatificació, per les seves virtuts heroiques, el 10 de setembre de 1966, a instància de la congregació de les Teresianes. El 3 de març de 1990 fou proclamada venerable i el procés continua obert.
El seu cos reposa a la capella del noviciat de Jesús (Tortosa), casa mare de la congregació.